# Comme si de rien n'était
Comme si de rien n'était è il terzo album in studio della cantautrice italiana naturalizzata francese Carla Bruni, pubblicato l'11 luglio 2008.

## Descrizione
L'album contiene una cover di una canzone statunitense del 1952 scritta da Pee Wee King, Chilton Price e Redd Stewart e portata al successo da Jo Stafford, You belong to me (anni dopo il brano riebbe una certa notorietà, essendo inserita nella colonna sonora del film L'ultimo spettacolo), e una del cantautore italiano Francesco Guccini, Il vecchio e il bambino.
Il disco è uscito nel 2008: l'11 luglio in tutta Europa, il 14 luglio nel Regno Unito, il 15 luglio in Canada e il 5 agosto negli Stati Uniti.

## Tracce
1. Ma jeunesse – 2:34 (Carla Bruni) – La mia giovinezza
2. La possibilité d'une île – 3:57 (Michel Houellebecq) – La possibilità di un'isola
3. L'amoureuse – 3:02 (Carla Bruni) – L'amorosa
4. Tu es ma came – 3:03 (Carla Bruni) – Sei la mia droga
5. Salut marin – 2:52 (Carla Bruni) – Ciao marinaio
6. Ta tienne – 2:40 (Carla Bruni) – La tua
7. Péché d'envie – 2:54 (Carla Bruni, Raphael Enthoven) – Peccato d'invidia
8. You belong to me – 2:59 (Pee Wee King, Chilton Price, Redd Stewart) – Mi appartieni
9. Le temps perdu – 2:44 (Carla Bruni) – Il tempo perduto
10. Déranger les pierres – 3:13 (Carla Bruni) – Disturbare i sassi
11. Je suis une enfant – 3:07 (Carla Bruni) – Sono una bambina
12. L'antilope – 2:02 (Carla Bruni) – L'antilope
13. Notre grand amour est mort – 3:25 (Carla Bruni) – Il nostro grande amore è morto
14. Il vecchio e il bambino – 3:23 (Francesco Guccini)

## Classifica
| Posizione | 21 | 29 | 33 | 60 | 42 | 60 | 86 | 52 | 87 | — | — | 78 |